# Ak7
AK7, de son vrai nom Kacou Ange Yanis Eslie, est un rappeur ivoirien originaire d'Abidjan. Il débute sa carrière musicale en 2022 en tant qu’artiste indépendant, principalement dans le style drill et rap.

## Biographie
Kacou Ange Yanis Eslie naît à Abidjan, en Côte d’Ivoire, de Marcel Kacou et Josyane Ossey. Passionné par la musique et la culture urbaine dès son adolescence, il reçoit au collège le surnom AK7, signifiant "Ange Kacou 7", en référence à son prénom, son nom et son année de naissance, 2007. En 2021, grâce à son cousin Nathan OSSEY, il commence à produire de la musique et adopte ce nom pour représenter son univers artistique. Il a failli signer avec Sony Music, mais l’accord n’a pas été finalisé.

## Carrière
En 2022, AK7 publie ses premiers morceaux sur les réseaux sociaux et les plateformes de streaming. Son premier succès majeur est le single Digba Kishta, en featuring avec Disco Binks & Payne Industry, qui dépasse 100 000 vues et vidéos sur TikTok et atteint plus d’un million d’écoutes sur les différentes plateformes. La chanson a même été validée par le célèbre artiste américain Wiz Khalifa.
Il publie ensuite les singles Tals (2025, avec Zepek) et Polémique (2025, avec Zakir). En 2025, il annonce la préparation de son premier EP, destiné à consolider sa réputation sur la scène musicale ivoirienne et internationale.

## Style musical
AK7 est influencé par des artistes tels que Drake, Central Cee, Nemzzz, Lil Durk, Travis Scott, Pop Smoke et XXXTentacion. Son écriture privilégie l’authenticité, l’énergie et aborde des thèmes urbains contemporains.

## Réception
Le single Digba Kishta est reconnu comme un succès sur les plateformes de streaming et les réseaux sociaux, contribuant fortement à sa notoriété nationale et internationale.

## Discographie

### Singles
- Digba Kishta (2022, avec Disco Binks & Payne Industry) - Tals (2025, avec Zepek) - Polémique (2025, avec Zakir) - [EP en préparation]